# 卡比利亚 (电影)
《卡比利亚》（英語：Cabiria）导演和制片都是乔瓦尼·帕斯特洛纳，主演巴特洛·帕伽洛、莉迪娅·卡朗达。

## 剧情
公元前三世纪的一次火山喷发改变了女孩“卡比利亚”的命运，她被海盗绑架之后卖了做女奴，她被当做祭品去祭祀，但是一个好心的罗马人伸出援手拯救了她的性命。10年之后，腓尼基被罗马帝国打败，卡比利亚终于得以返回家乡。

## 演出
| 演员            | 角色     | 备注               |
| 卡罗来纳·卡森纳 | 卡比利亚 | 孩提时的卡比利亚。 |
| 莉迪娅·卡朗达   | 卡比利亚 | 成年的卡比利亚。   |
| 巴特洛·帕伽洛   | 马奇斯特 |                    |

## 花絮
《卡比利亚》是电影诞生之后不久的一部无声电影，被公认为“史诗片”，有宏伟的宫殿、壮烈的战场镜头。